# Frankatura
Frankatura – znaki opłaty pocztowej znajdujące się na przesyłce.
Rodzaje frankatury w filatelistyce:
- frankatura dachówkowa,
- frankatura dwupaństwowa,
- frankatura fantazyjna,
- frankatura mechaniczna,
- frankatura mieszana,
- frankatura nadmierna (przefrankowanie),
- frankatura pojedyncza,
- frankatura prowizoryczna,
- frankatura wielokrotna,
- frankatura zastępcza,
- frankatura znaczkowa.